# قرطبی
ابوعبدالله، محمد بن احمد بن ابوبکر بن فَرْح انصاری خزرجی‌ اندلسی قُرطُبی، که به اختصار با نام قرطبی شناخته می‌شود، یکی از امامان بزرگ تفسیر اهل سنت است، که در قرن هفتم می‌زیست. تاریخ تولد ابوعبدالله محمد بن احمد بن ابی‌بکر قرطبی‌ اندلسی ذکر نشده، اما وفات او را سال ۶۷۱ق گزارش کرده‌اند. اصلی ترین کتاب تفسیری وی تفسیر قرطبی است که با نام کامل الجامع لاِ حکامِ القرآن و المُبَیِّن لِما تَضَمَّنه مِن السُنّة و آیِ الفُرقان شناخته می‌شود.